# Белое (озеро, Артёмовский муниципальный округ)
Белое — озеро в Артёмовском муниципальном округе Свердловской области.

## География
Белое расположено в 5-8 км юго-западнее села Покровское, на границе с Режевским муниципальным округом. Площадь водной поверхности 5,3 км², уровень воды 216 метров над уровнем моря. Озеро относится к бассейну реки Рефт, в юго-западной части вытекает река Источная.

## Охранный статус
Озеро входит в состав ландшафтного и гидрологического памятника природы областного значения «Озеро „Белое“ с охранной зоной» площадью 789,9 га. Памятник природы расположен на землях лесного фонда: Егоршинское лесничество, Артёмовское участковое лесничество, Артёмовский участок, квартал 126 (выделы 1, 2, 8 — 10, 16, 17), урочище ТОО «Покровское», квартал 26, а также водного фонда: озеро Белое. Охрану озера осуществляет орган местного самоуправления села Покровского.

## Флора и фауна
Берега покрыты смешанным лесом, частично заболочены. В озере водятся окунь, чебак, щука, карась, линь. По берегам гнездится водоплавающая птица. В окрестностях произрастают редкие виды орхидных растений, в том числе венерин башмачок.

## Данные водного реестра
По данным государственного водного реестра России, озеро относится к Иртышскому бассейновому округу, водохозяйственный участок: Рефт от истока до Рефтинского гидроузла, речной подбассейн реки — Тобол. Речной бассейн реки — Иртыш.
Код объекта в государственном водном реестре — 14010502111111200011371.